# VW Taigun
Der VW Taigun ist ein Sport Utility Vehicle, entwickelt vom deutschen Automobilhersteller Volkswagen. Der Öffentlichkeit wurde der Taigun erstmals Ende 2012 als Konzeptfahrzeug auf dem Internationalen Automobilsalon in São Paulo vorgestellt. Die deutsche Markteinführung des Serienmodells war laut VW für Anfang 2016 geplant und sollte die SUV-Produktpalette nach dem VW Touareg und dem VW Tiguan nach unten hin erweitern.
Anfang Februar 2016 wurde das Projekt eingestellt mit dem Verweis, im März auf dem Autosalon in Genf eine weitere SUV-Studie vorzustellen.

## Optik
Der VW up! ist das kleinste Serienfahrzeug von Volkswagen (Stand 2013) und zugleich die Grundlage für die Konstruktion des VW Taigun: Die Designstudie entsprach einer SUV-Variante des Kleinstwagens und sollte mit Konkurrenzmodellen wie dem Opel Mokka, dem Škoda Yeti oder dem Nissan Juke gleichziehen. Zwar als kleiner Bruder des Tiguan gedacht, zeigte sich der Taigun abgesehen von der Frontpartie folglich eher als erhöhter up! mit Geländeoptik, denn mit auffälligen Ähnlichkeiten zum Tiguan. So ließen sich etwa auch die Fenster der hinteren Türen wie beim up! nicht versenken, sondern waren lediglich um einige Zentimeter ausstellbar. Auch die Innenausstattung des Taigun war an den Kleinstwagen angelehnt.

## Technische Daten
War der 1.2 TSI bislang die kleinste Motorisierung von VW, sollte im VW Taigun ein neues, vom 1.4 TSI abgeleitetes Aggregat mit nur drei Zylindern eingeführt werden und in Sachen Downsizing und Verbrauch das nächstniedrigere Level erreichen. Die Leistung sollte mittels Turbolader bei 81 kW (110 PS) und die Höchstgeschwindigkeit bei 186 km/h liegen, der durchschnittliche Verbrauch war mit 4,7 Litern Motorenbenzin pro 100 Kilometer angegeben.